# 의용소방대

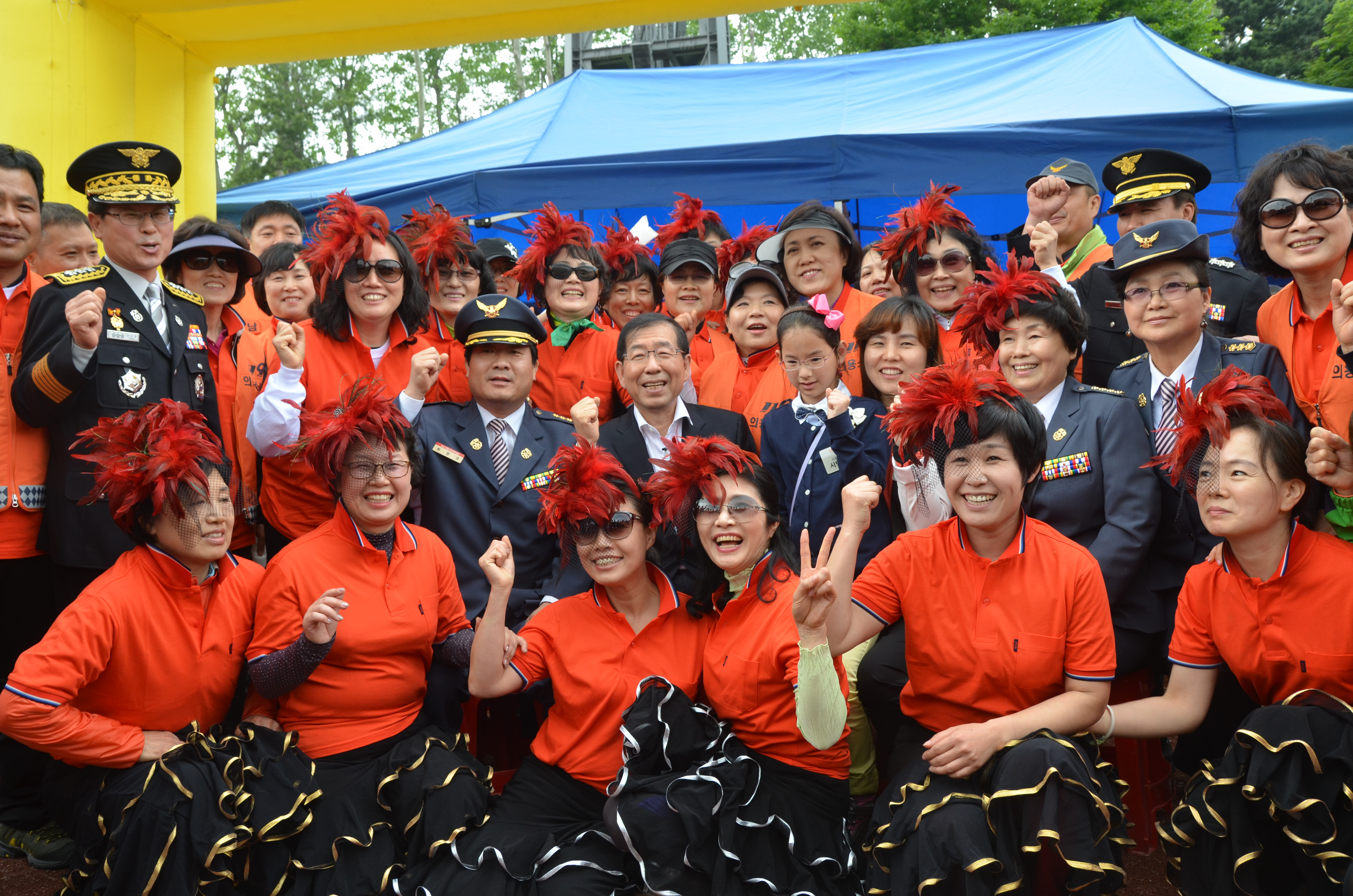
2013년 서울특별시 의용소방대 종합소방기술경연대회

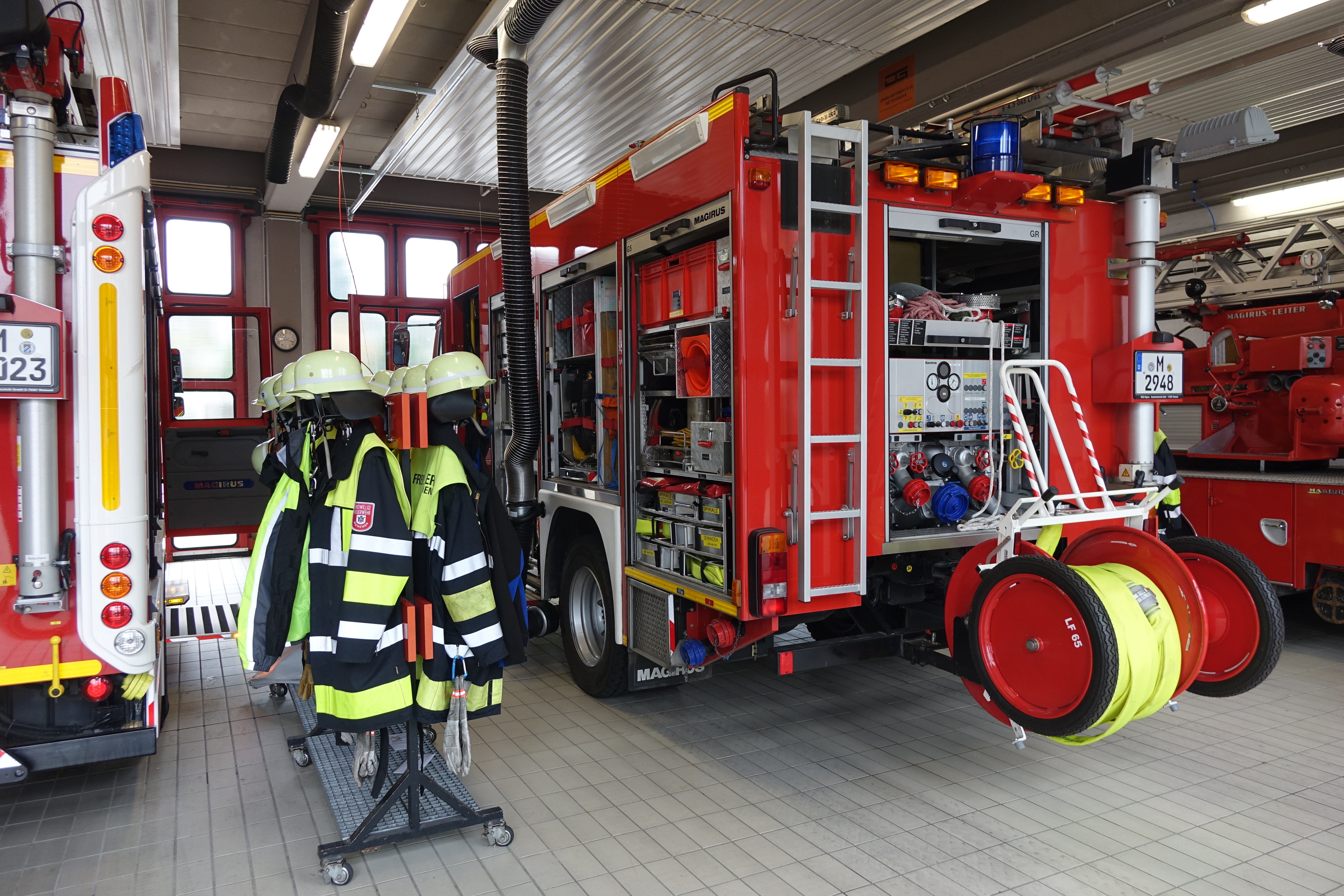
뮌헨 Harthof 의용소방대

의용소방대(義勇消防隊)는 소방관이 아닌 일반인으로 하여금 소방 업무를 보조하도록 하는 기관이다. 화재 등 재난상황시 소집되어 복무하는 경우가 대부분이나, 필요한 경우 상근시키기도 한다.

## 같이 보기
- 대한민국의 의용소방대
- 전국의용소방대연합회